# Acueducto de los Pilares
El Acueducto de los Pilares fue un acueducto situado en la ciudad de Oviedo (Asturias, España), del que restan actualmente 5 arcos en el barrio de Vallobín. Fue construido entre 1570 y 1599 bajo la dirección de Juan de Cerecedo, si bien fue concluido por Gonzalo de la Bárcena, fontanero mayor de Valladolid.

## Historia
La construcción inicial contaba con cuarenta y dos arcos (denominados popularmente «pilares»), una longitud de 390 metros y una altura de 10 metros con un coste total de 15.500 ducados de la época costeados mediante impuestos sobre la sidra y el vino.
Su construcción se realizó para abastecer a la ciudad con las aguas de las fuentes de Boo y Fitoria del Monte Naranco. Entre su construcción en el siglo XVI y 1875 fue el mayor y principal canal de distribución hidrográfico de la ciudad hasta que fue sustituido por un sistema de depósitos de agua y tuberías a presión proyectado por Pedro Pérez de la Sala en 1864.
Del acueducto quedan sólo cinco pilares dejados como homenaje y recuerdo de lo que fue aquel acueducto, pues en 1915 fue demolido el resto para facilitar el ensanche de la ciudad, reordenamiento y construcción de nuevas líneas de ferrocarril. Estos cinco arcos se restauraron en 2006 y supusieron un coste de unos 48.000 euros.
Se declaró monumento Histórico-Artístico el 26 de noviembre de 1915.

## Galería

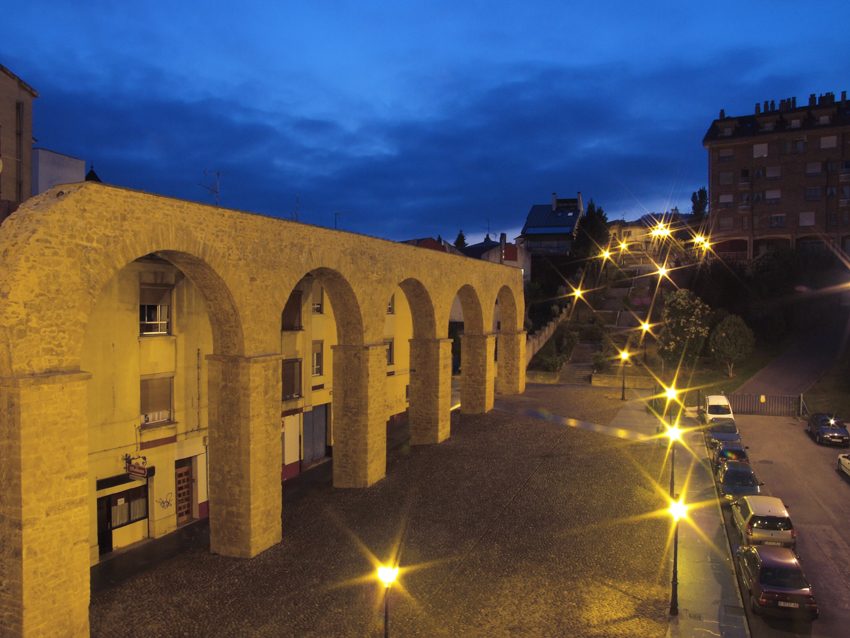
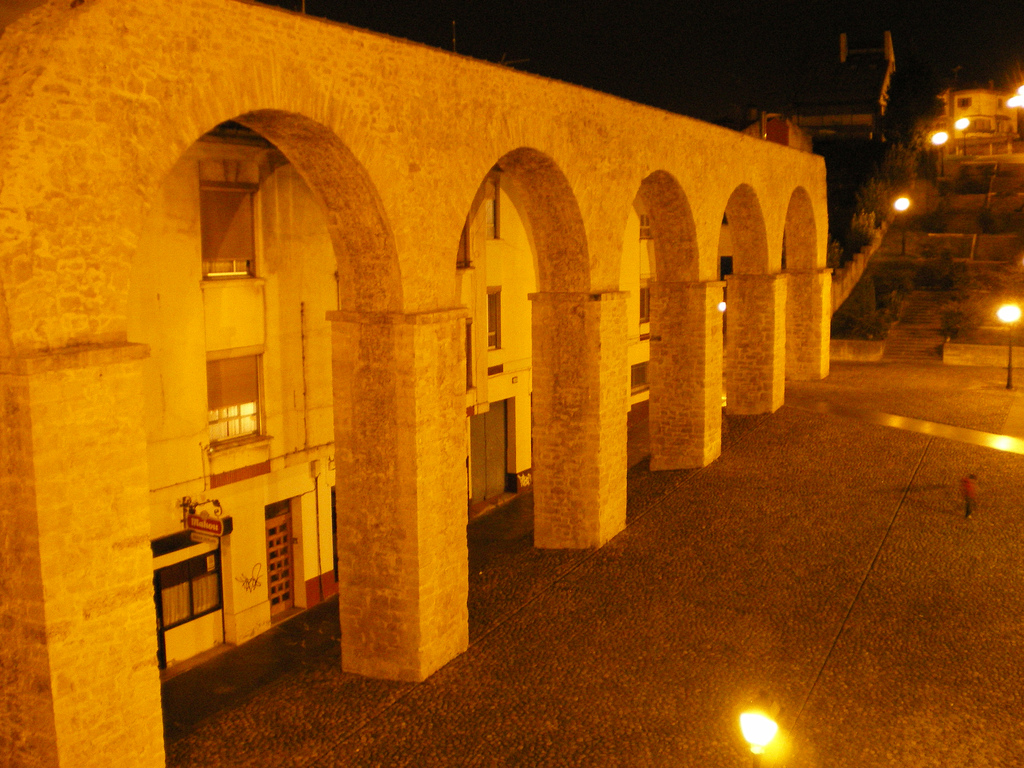
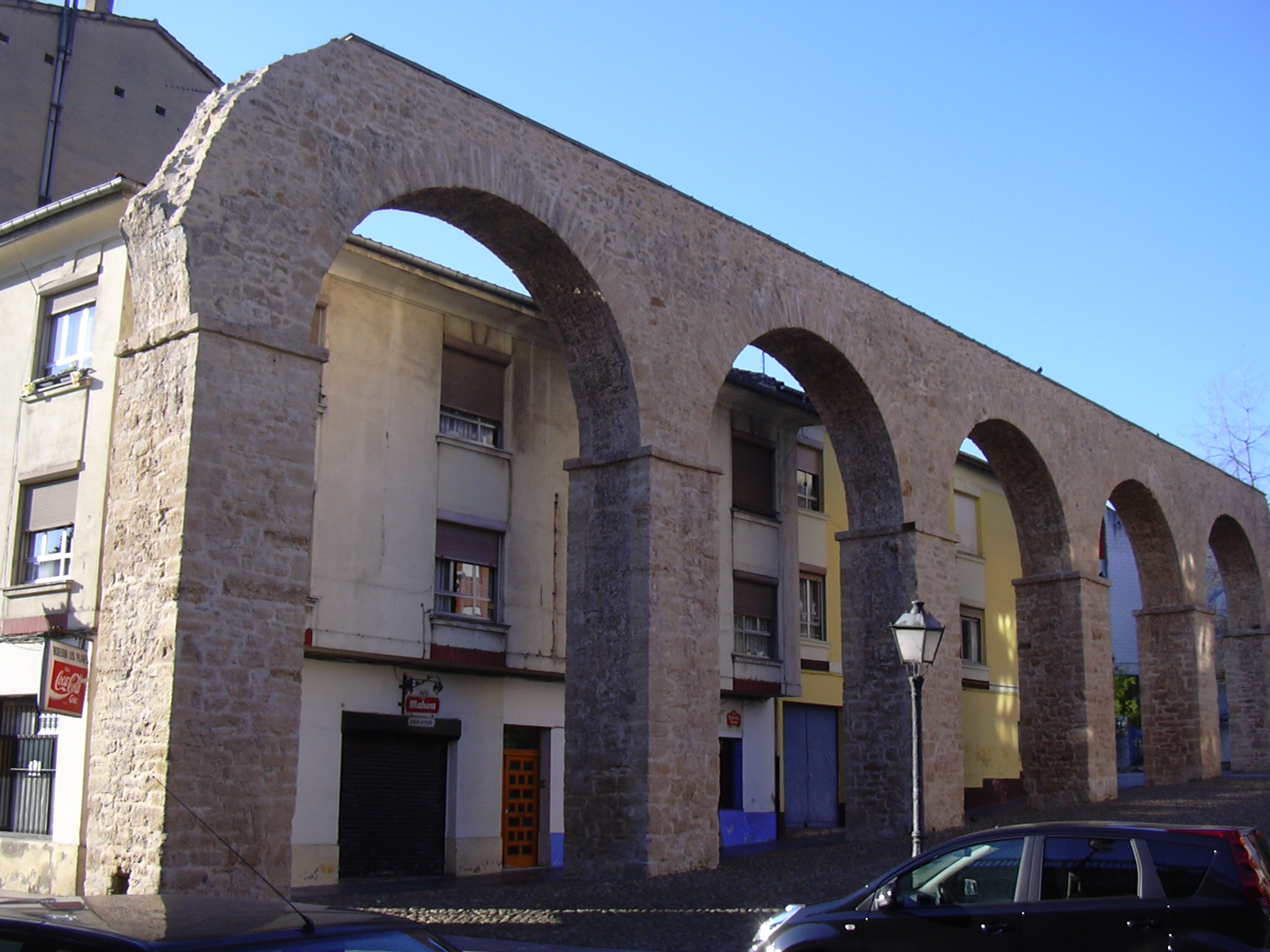